# Schorszebraspin
De schorszebraspin (Salticus zebraneus) is een spin uit de familie der springspinnen (Salticidae) die voorkomt in het Palearctisch gebied.
De spinnen worden 3 tot 5 mm groot. Salticus-soorten lijken erg veel op elkaar. Deze wordt onderscheiden van de andere soorten doordat deze kleiner is en meer zwart gekleurd. Het betrouwbaarste verschil zit in de genitaliën.